# 汤姆·阿伯内西
托马斯·克雷格·阿伯内西（英語：Thomas Craig Abernethy，1954年5月6日—），美国NBA联盟前职业篮球运动员。他在1976年的NBA选秀中第3轮第9顺位被洛杉矶湖人选中。